# Селіваново (Новосибірська область)
Селіваново (рос. Селиваново) — скасований у 2024 році присілок у Купинському районі Новосибірської області Російської Федерації.
Входив до складу муніципального утворення Благовіщенська сільрада. Населення становило 1 особу (2010).

## Історія
Згідно із законом від 2 червня 2004 року органом місцевого самоврядування є Благовіщенська сільрада.

## Населення
| 2002 | 2007 | 2010 |
| ---- | ---- | ---- |
| 68   | ↘38  | ↘1   |